# 살만 루슈디 칼부림 사건
살만 루슈디 칼부림 사건에 대한 설명이다.
2022년 8월 12일, 인도 태생의 영국계 미국인 소설가 살만 루슈디는 미국 뉴욕주 쇼토쿼에 있는 쇼토쿼 연구소에서 공개 강의를 하려던 중 여러 번 칼에 찔렸다. 24세의 용의자 하디 마타르는 직접 체포되어 다음 날 폭행과 살인 미수 혐의로 기소되었다. 루슈디는 중상을 입고 병원에 입원했다. 인터뷰 진행자 헨리 리스도 공격자에게 부상을 입었다.
인도 태생의 영국계 미국인인 루슈디는 1989년, 소설 사탄의 시가 출간된 지 1년 후인 이란의 최고 지도자 아야톨라 루홀라 호메이니가 그의 암살을 촉구하는 파트와를 발표하고 그의 죽음에 대한 현상금 300만 달러를 책정한 이후로 죽음의 위협을 받아왔다. 수년 동안 루슈디는 숨어 살면서 엄격한 보안 조치를 취했고 시간이 지남에 따라 점차 완화되었다.
이란 정부는 칼부림에 대해 사전적으로 인지한 부분이 없다고 부인했지만, 이란 언론의 국가 통제 기관은 이를 옹호했다. 미국 법 집행 기관은 공격자가 다른 극단주의자들과 접촉했는지 조사하고 있다.
루슈디의 이 공격에 대한 회고록인 "Knife: Meditations After an Attempted Murder"는 2024년 4월 16일에 출간되었다.